# 約翰·西蒙 (病理學家)

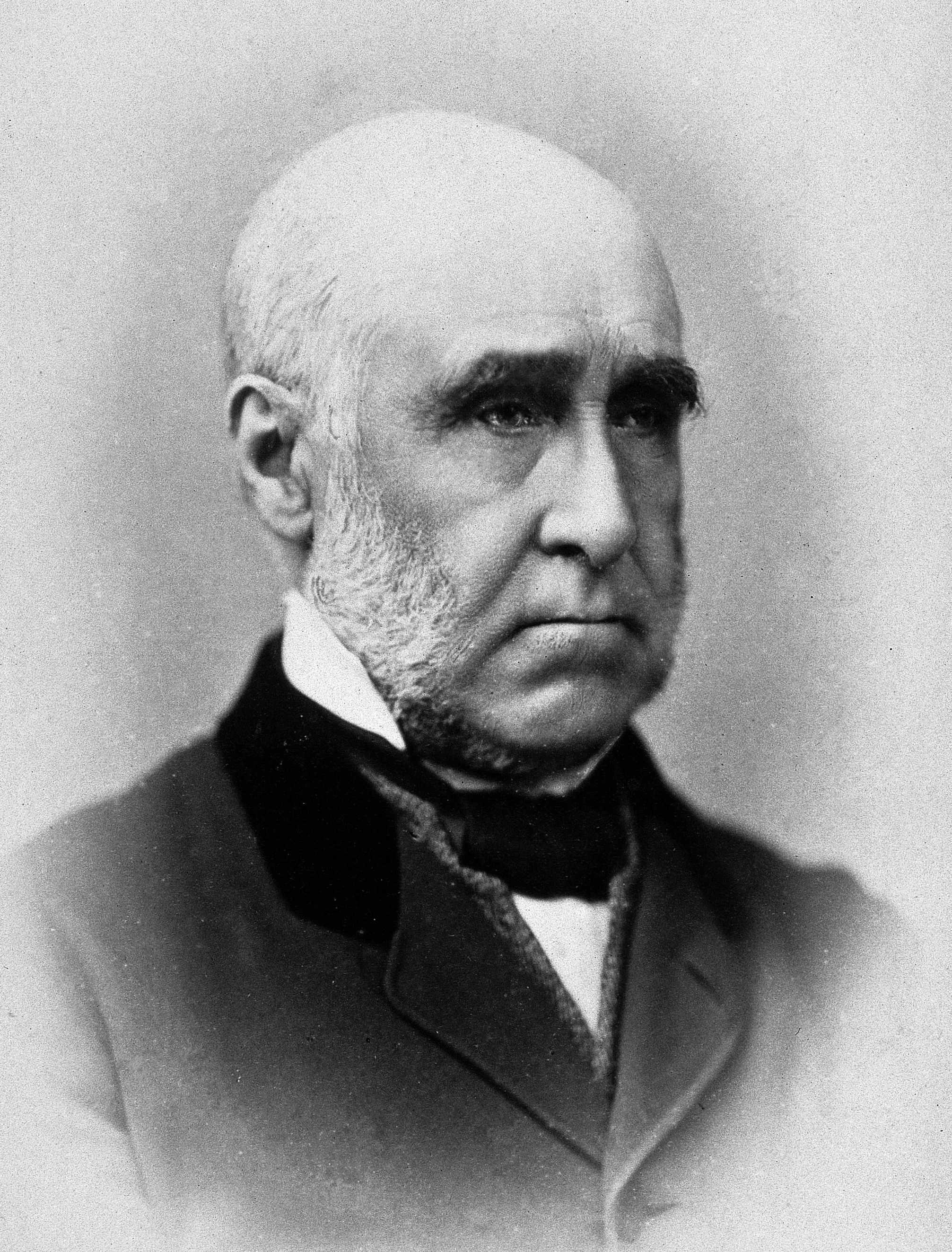
1881年像

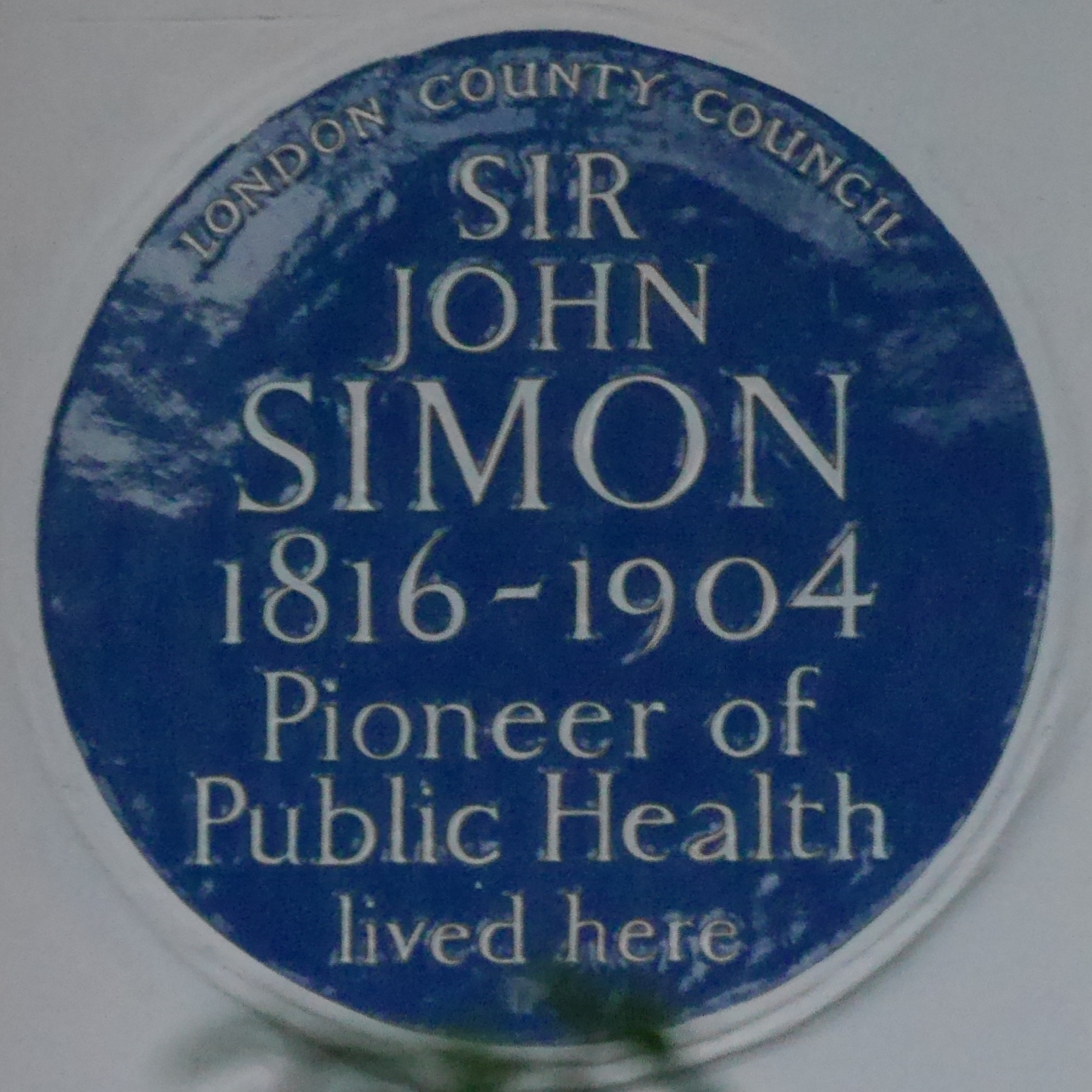
肯辛顿广场纪念他的蓝色牌匾

约翰·西蒙爵士 KCB FRS FRCS（Sir John Simon 1816年10月10日—1904年7月23日）是一名英国病理学家、外科医生，1855年至1876年间担任英国政府的首席医疗官。

## 生平
他出生于伦敦，父亲路易·迈克尔·西蒙是一名股票经纪人，他是家中14个孩子里的老六。1833年，他在约瑟夫·亨利·格林手下当学徒，后受教于伦敦国王学院和圣托马斯医院。1838年，他入选英格兰皇家外科医学院，1845年获阿斯特利·库柏奖，同年当选皇家学会院士。
1848年，英国公共健康法通过，同年他成为伦敦健康医疗官（Medical Officer of Health for London），是英国的第二位医疗官，仅次于利物浦健康医疗官威廉·亨利·邓肯，直至1855年成为政府的首席医疗官（Chief Medical Officer）。健康总局（General Board of Health）1858年解散后，他又成为英国枢密院首席医疗官。
1867年自1869年间，他还是伦敦病理学会会长。1904年7月23日，他在伦敦去世，死后葬在刘易舍姆的兰迪维欧公墓（Ladywell Cemetery）。1926年，倫敦衛生與熱帶醫學院大楼上专门刻下他的名字以示纪念。

## 作品
- , London: Cassell & company, 1890, OCLC 612812353

## 扩展阅读
- Lambert, Royston, , London: MacGibbon & Kee, 1963, OCLC 185550491
- Sheard, Sally, , London: The Nuffield Trust, 2006